# Microsoft Imagine
Microsoft Imagine 原名DreamSpark，是一项由微软公司设立的，免费为学生提供软件设计和开发工具的计划，亦称“微软学生软件资源—点亮梦想计划”或“DreamSpark 学生梦想火花计划”
。该计划最初针对白俄罗斯、比利时、中国、芬兰、法国、德国、印度、西班牙、瑞典、瑞士、突尼斯、英国和美国的大学或学院学生，现已扩展到80多个国家，并涵盖了许多高中学生。 学生可访问Dreamspark网站进行注册，并认证其学生身份。
DreamSpark计划是由比尔·盖茨于2008年2月19日在斯坦福大学的演讲上宣布实施的。

## 身份认证
为获得这些软件产品，学生需证明其身份。学生可访问Dreamspark网站来认证其身份。ISIC卡、由学校负责人指定的申请码或教育电子邮箱地址都是DreamSpark认证学生的方式。

## 提供的产品
目前，通过该计划，学生可免费获得开发工具、设计工具、服务器软件、应用软件、训练及认证考试资格。其中，有些是原本价格昂贵的商业软件，有些本身就是免费软件。它们包括：

### 开发工具
- Microsoft Visual Studio 2013 专业版(Professional)和学习版(Express)
- Microsoft Visual Studio 2012 专业版(Professional)和学习版(Express)
- Microsoft Visual Studio 2010 专业版(Professional)和学习版(Express)
- Microsoft Visual Studio 2008 专业版(Professional)和学习版(Express)或单独下载其组件：
  1.  Visual Basic 2008 学习版
  2. Visual C++ 2008 学习版
  3. Visual C# 2008 学习版
  4. Visual Web Developer 2008 学习版
- Windows Phone 开发工具
- Microsoft Small Basic 编程学习软件
- Kodu Game Lab
- Microsoft Mathematics
- XNA Game Studio 4
- Robotics Developer Studio 2008 R3
- Windows Multipoint Mouse SDK
- Windows Embedded系列：
  1. Windows Embedded Compact 7
  2. Windows Embedded Standard 7
  3. Windows Embedded CE 6.0

### 设计工具
- Microsoft Expression Studio 4 Ultimate

### 服务器软件
- Windows Server系列
  1. Windows Server 2012
  2. Windows Server 2008 R2
  3. Windows Server 2008
  4. Windows Server 2003
- Microsoft SQL Server系列
  1. Microsoft SQL Server 2008 R2 Developer
  2. Microsoft SQL Server 学习版

### 应用程序软件
- Microsoft Virtual PC

### 认证和考试
- Microsoft Certification Exam
- Pluralsight